# Na jasnym brzegu
Na jasnym brzegu – nowela Henryka Sienkiewicza z 1897 roku.
Ze względu na swoją długość, niekiedy opisywana jako "mała powieść".

## Treść
Akcja toczy się we Francji na Lazurowym Wybrzeżu. Treścią noweli są miłosne perypetie blisko pięćdziesięcioletniego Polaka, artysty-malarza Świrskiego. Malarz ten zakochuje się w trzydziestopięcioletniej wdowie Helene Elzen, która przyjmuje jego oświadczyny, mimo że ma wielu wielbicieli. Wkrótce jednak przekonuje się, jaką egoistką jest jego wybranka. Wkrótce też porzuca ją i wiąże się z młodziutką Francuzką polskiego pochodzenia, Marynią - swoją modelką.